# Old Faithful
Old Faithful este un gheizer situat în Wyoming, în Parcul Național Yellowstone din Statele Unite ale Americii. Old Faithful a fost numit în 1870 în timpul Expediției Washburn-Langford-Doane și a fost primul gheizer din parc care a primit un nume.

## Istoria
În după-amiaza zilei de 18 septembrie 1870, membrii expediției Washburn-Langford-Doane au călătorit pe Râul Firehole de la Cascadele Kepler și au intrat în "Upper Geyser Basin". Primul gheizer pe care ei l-au văzut a fost Old Faithful. În 1871 Nathaniel P. Langford a scris în jurnalul său:
„Judecați, apoi, ceea ce trebuie să fi fost uimirea noastră, cum am intrat în bazin pe la jumătatea după-amiezii la a doua zi de călătorie, pentru a vedea în lumina soarelui clar, la o distanță nu prea mare, un volum imens de apă limpede, spumantă proiectată în aer la înălțimea de o sută douăzeci și cinci de picioare (38 metri). "Gheizere! gheizere!" a exclamat unul dintre noi, și, grăbind caii noștri obosiți, în curând ne-am adunat în jurul acestui fenomen minunat. A fost într-adevăr un gheizer perfect. Deschidere prin care a fost proiectat jetul a fost un oval neregulat, de la trei la șapte picioare (0,91 metri la 2,13 metri) în diametru. Marginea de sinterizare a fost curios stivuită, iar crusta exterioară a fost umplută cu gropi mici pline cu apă, în care au fost mici globule de sedimente, unele s-au adunat în jurul unor bucăți de lemn și alte nuclee. Acest gheizer este ridicat treizeci de picioare (9,14 metri) deasupra nivelului câmpiei din jur, și craterul se ridică cinci sau șase picioare (1,52 sau 1,82 metri) deasupra movilei. Acesta a erupt la intervale regulate de nouă ori în timpul șederii noastre, coloanele de apă clocotită aruncate de la nouăzeci la o sută douăzeci și cinci de picioare (27,43 metri la 38 metri) la fiecare erupție, care a durat de la cincisprezece la douăzeci de minute. I-am dat numele de "Old Faithful".”—Nathaniel P. Langford, 1871

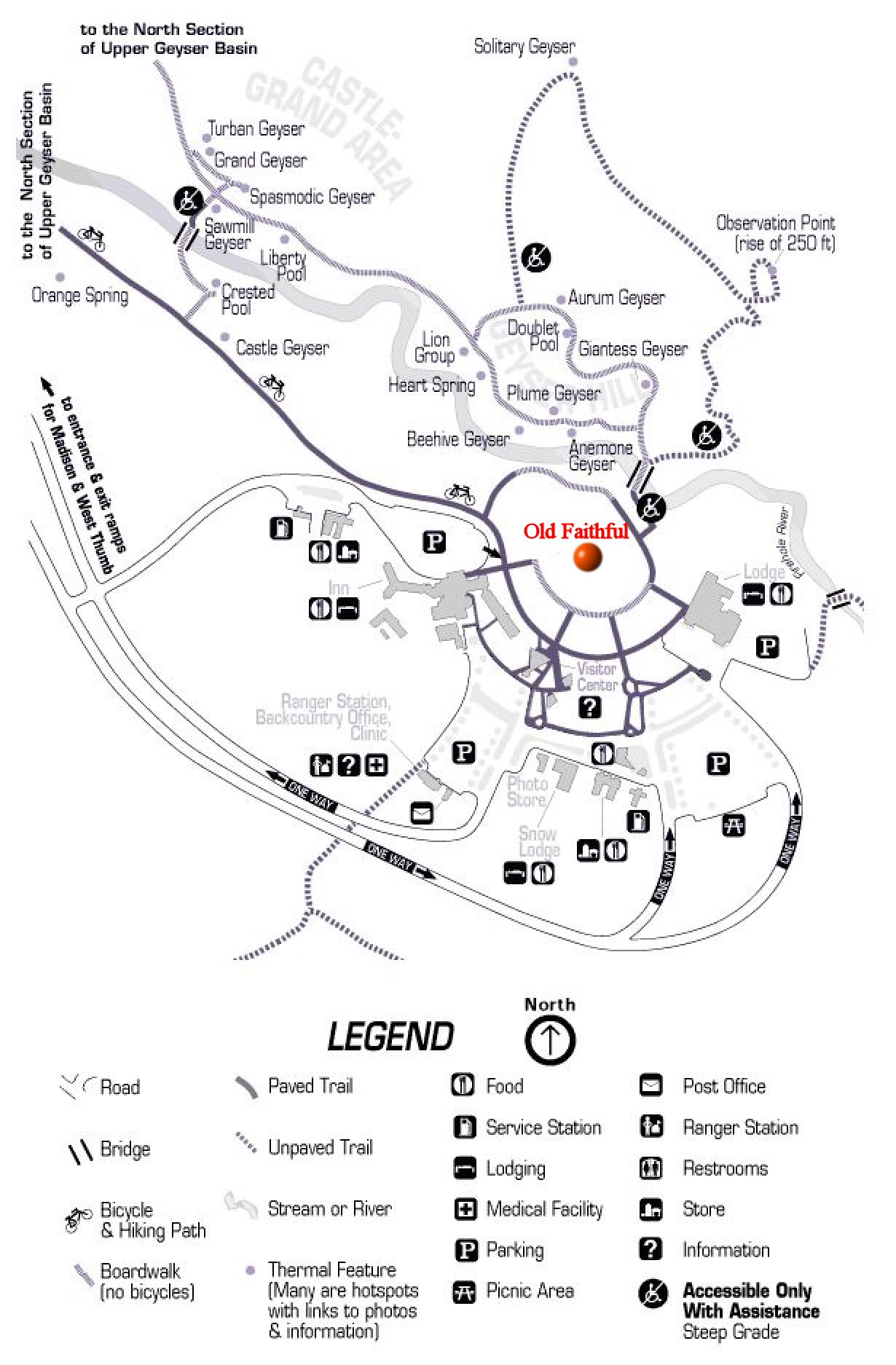
Harta

În primele zile ale parcului, Old Faithful a fost adesea folosit ca o spălătorie:
„ Old Faithful este uneori degradat fiind făcut o spălătorie. Confecții plasate în crater în timpul relaxării sunt scoase bine spălate atunci cand are loc erupția. Oamenii Generalului Sheridan, în 1882, au constatat că țesăturile și lenjeria de bumbac nu au fost afectate prin acțiunea apei, dar hainele de lână au fost rupte în bucăți.”

## Erupții
Erupțiile pot disloca de la 14.000 la 32.000 litri de apă clocotită la o înălțime de la 32 la 56 m cu durata de 1,5–5 minute. Înălțimea medie a unei erupții este de 44 m. Cea mai mare erupție înregistrată a fost 56 de metri. Intervalele dintre erupții pot varia de la 45 la 125 de minute, o medie de 66,5 minute, în 1939, ușor în creștere la o medie de 90 de minute astăzi.
Mai mult de 137.000 erupții au fost înregistrate. Harry Woodward a descris pentru prima dată o relație matematică între durata și intervale de erupții (1938). Old Faithful nu este cel mai mare sau cel mai înalt gheizer din parc; acest titlu aparține mai puțin previzibilui gheizer Steamboat. Popularitatea sa se datorează erupțiilor frecvente.

## Creșterea intervalului
De-a lungul anilor, lungimea intervalului a crescut, acest lucru poate fi rezultatul cutremurelor care afectează nivelurile de apă subterană. Aceste întreruperi au făcut relația matematică anterioară inexactă, dar l-au făcut de fapt pe Old Faithful mai previzibil. Cu o marjă de eroare de 10 minute, Old Faithful va erupe 65 minute, după o erupție de durată mai mică de 2,5 minute sau 91 minute după o erupție cu durata mai mare de 2,5 minute. Fiabilitatea lui Old Faithful poate fi atribuită faptului că acesta nu este conectat la caracteristicile termice ale "Upper Geyser Basin".

## Măsurători
Între 1983 și 1994, patru sonde care aveau dispozitive de măsurare a temperaturii și presiunii și echipamente video au fost coborâte în Old Faithful. Sondele au fost coborâte la adâncimea de 22 metri. Temperatura apei măsurătă la această adâncime a fost de 118 °C, la fel cum a fost măsurată în 1942. Sondele video au fost coborâte la o adâncime maximă de 13 metri pentru a observa procesele care au avut loc.

## Galerie

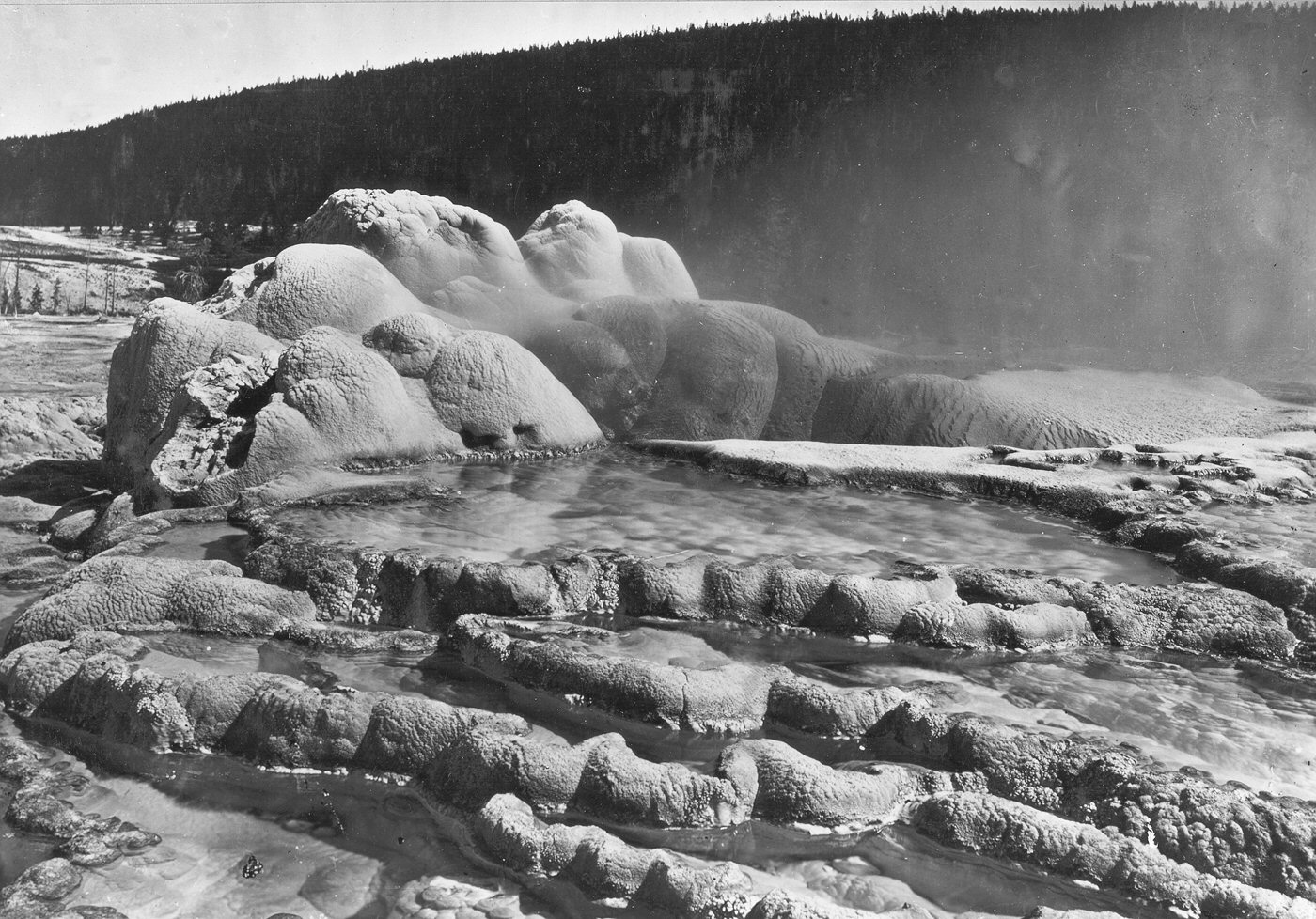
Old Faithful Crater, 1872 William Henry Jackson
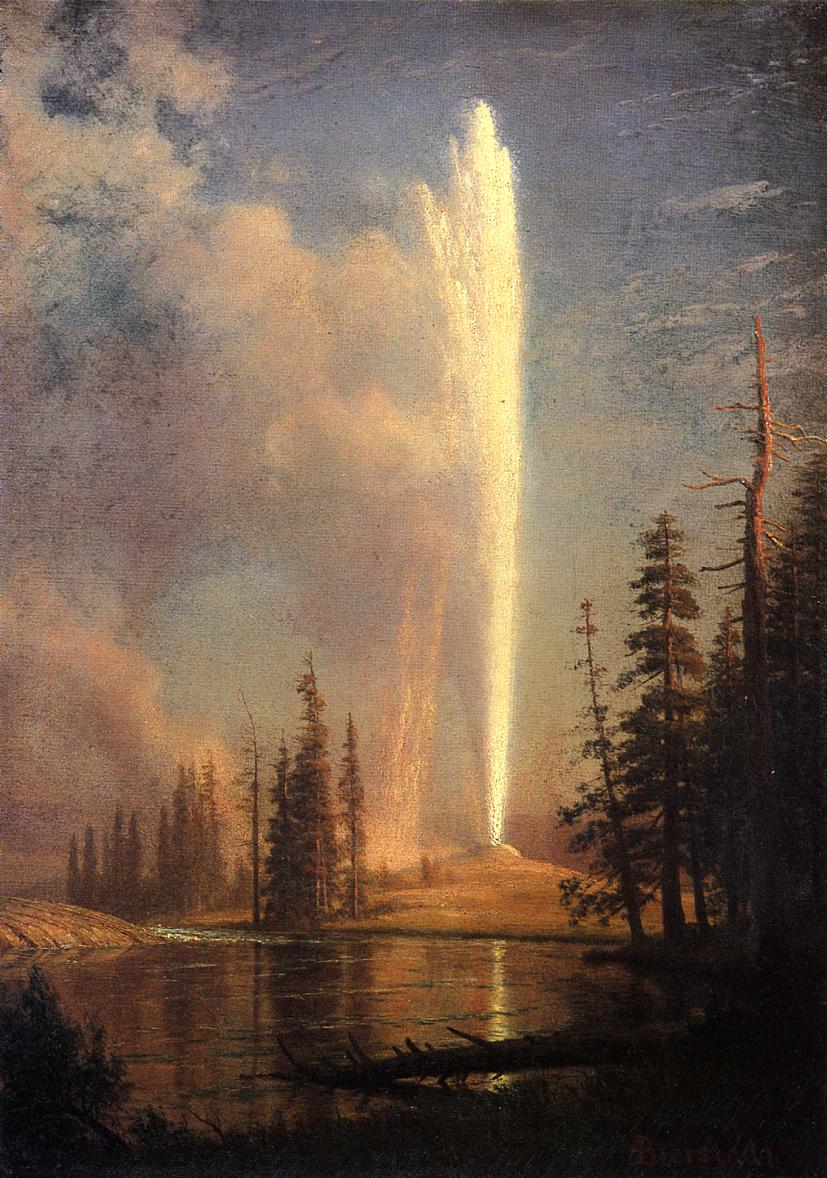
Albert Bierstadt, circa 1881
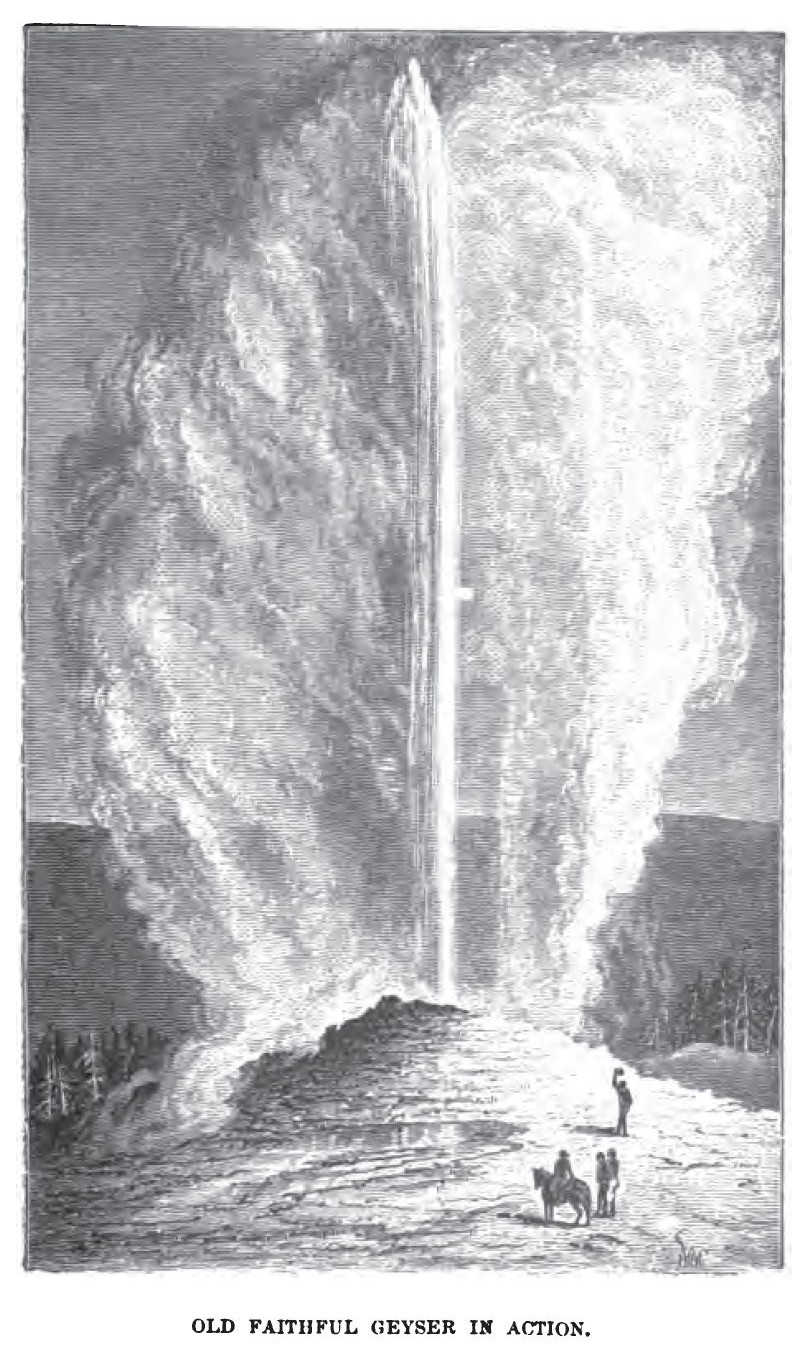
1883
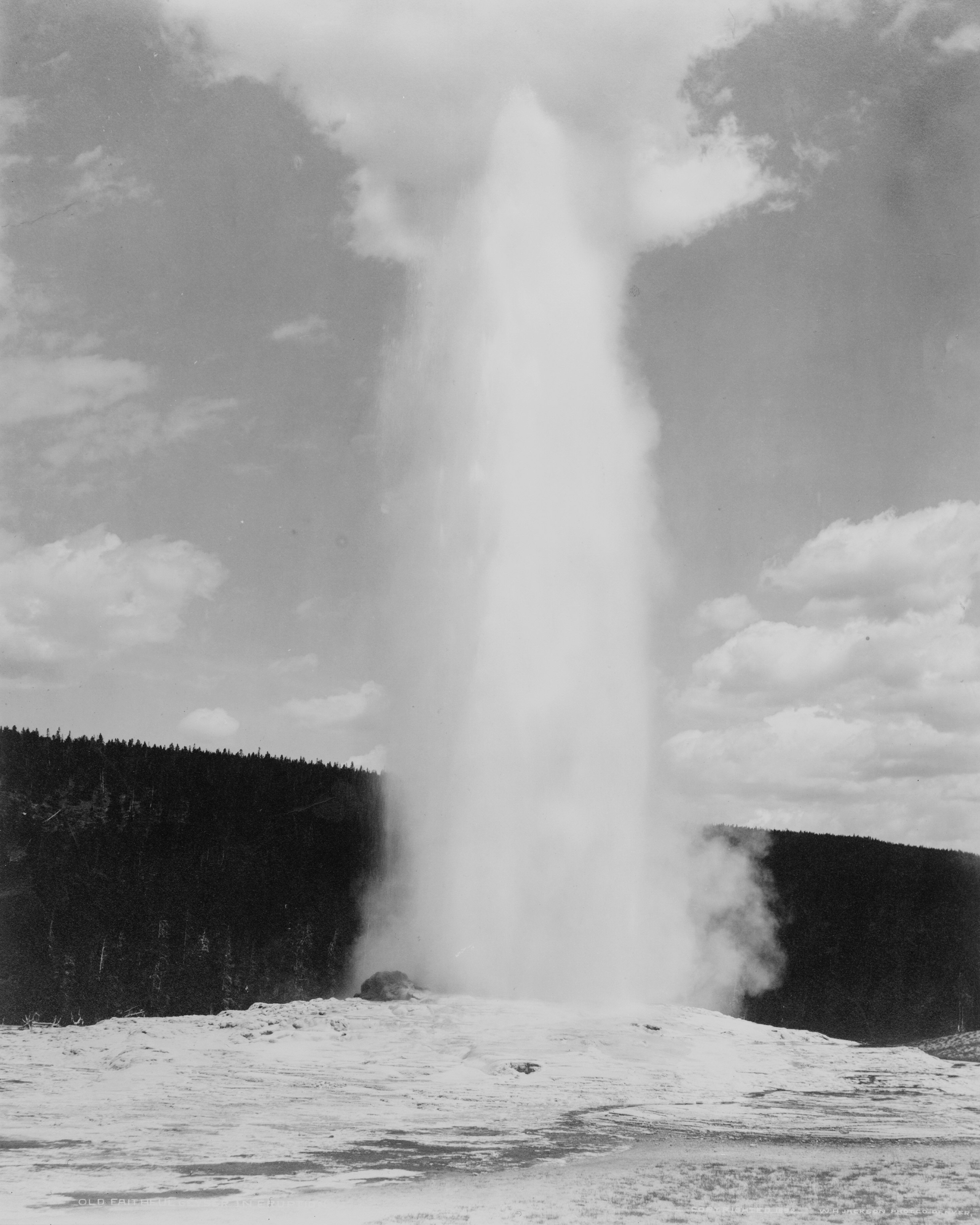
Fotografie de W. H. Jackson, 1892
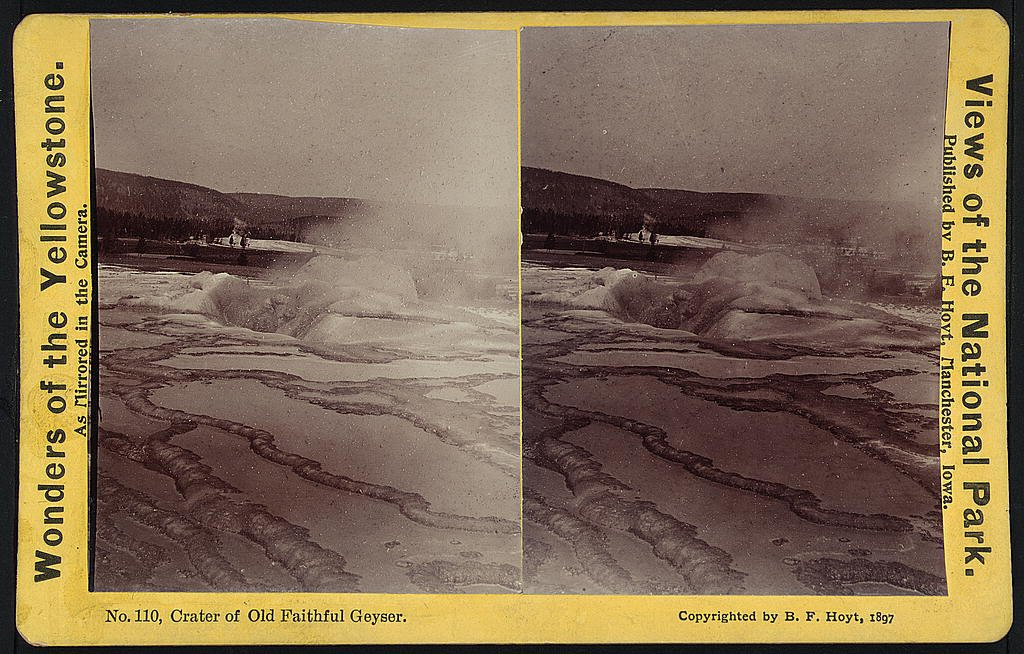
Conul Gheizerului, 1897
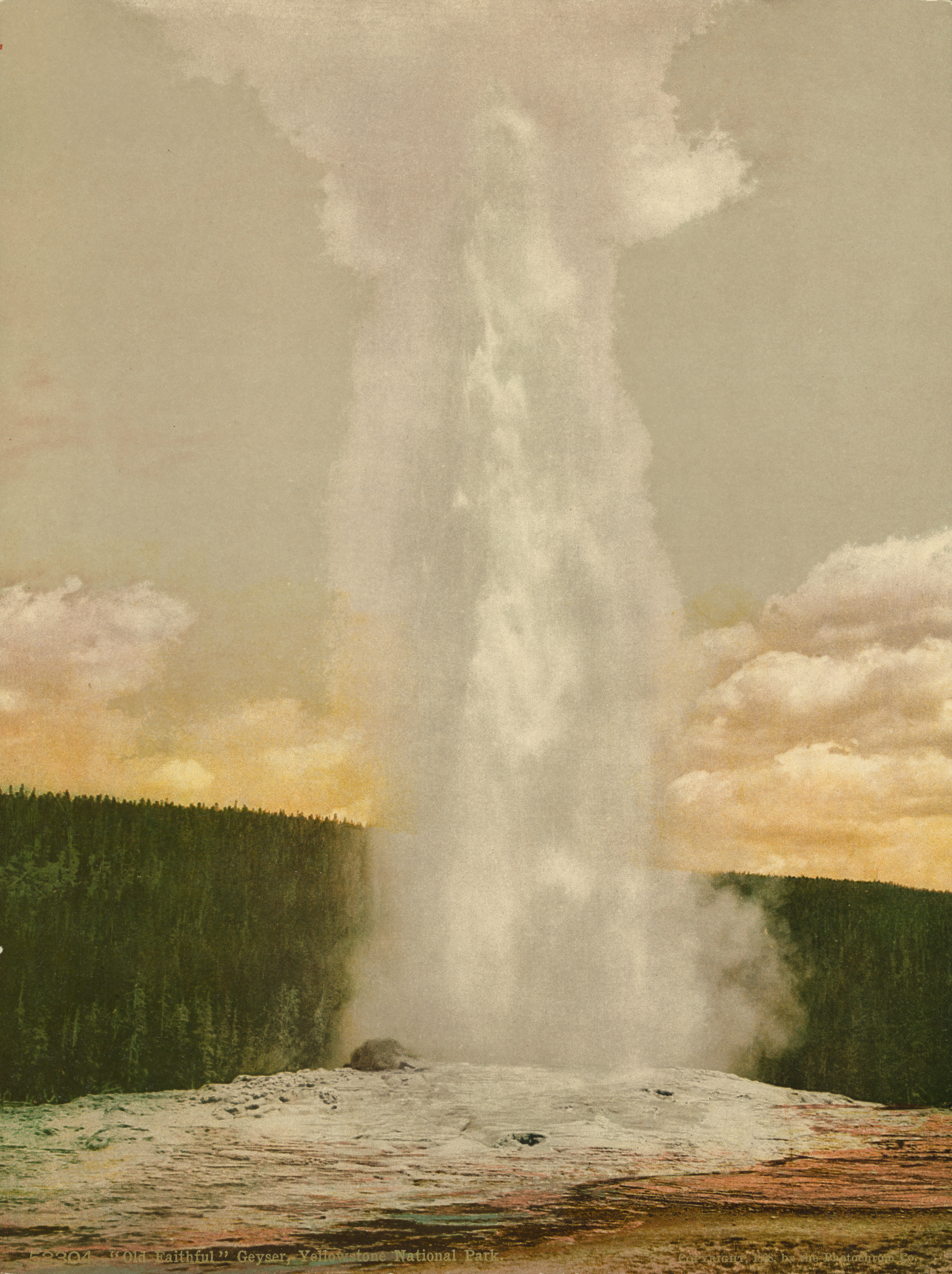
Pictură, 1898
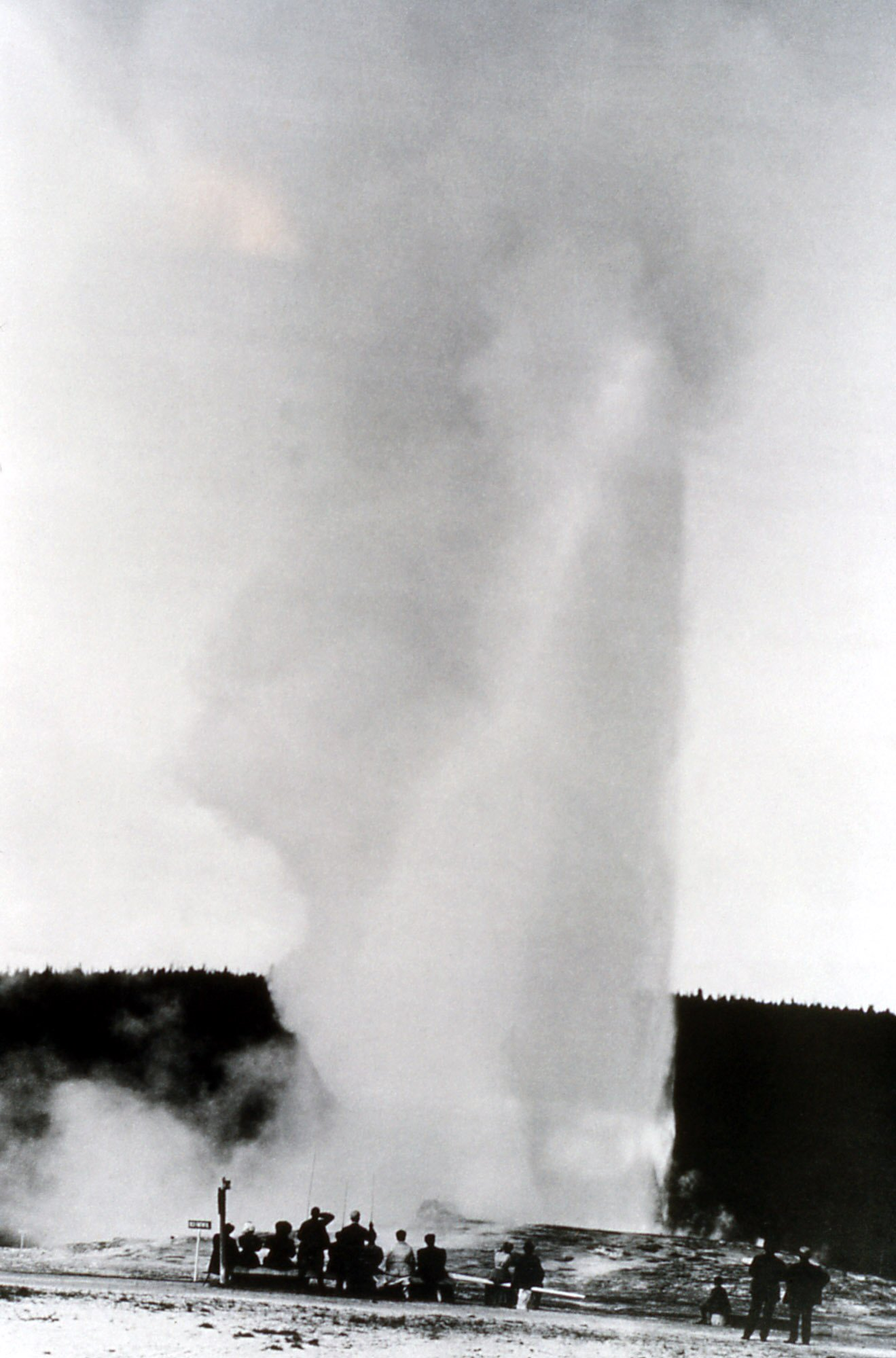
Eruption, 1912
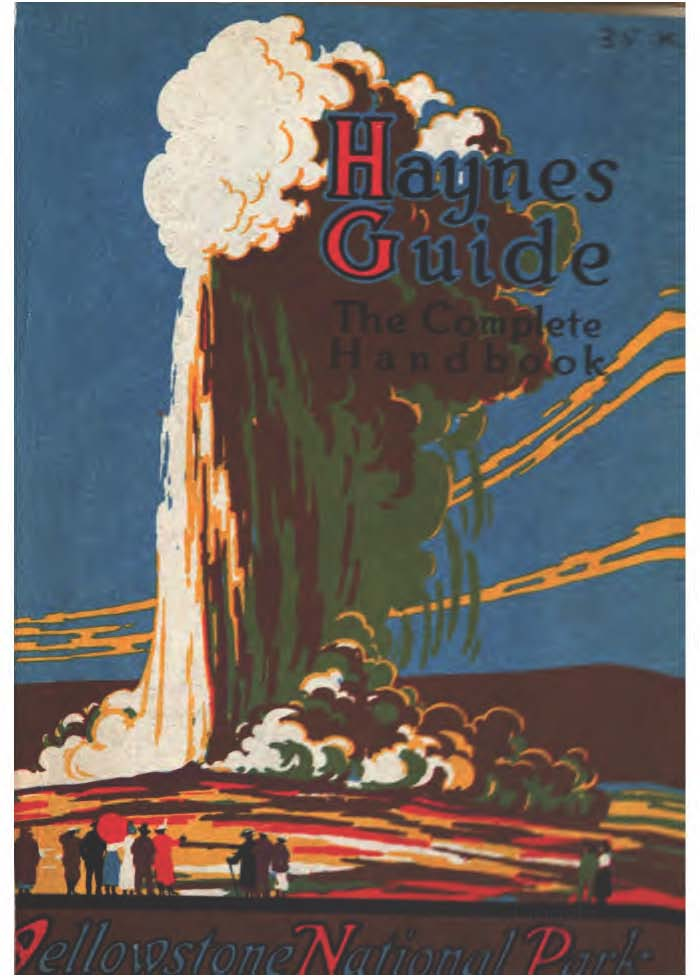
Old Faithful, 1916
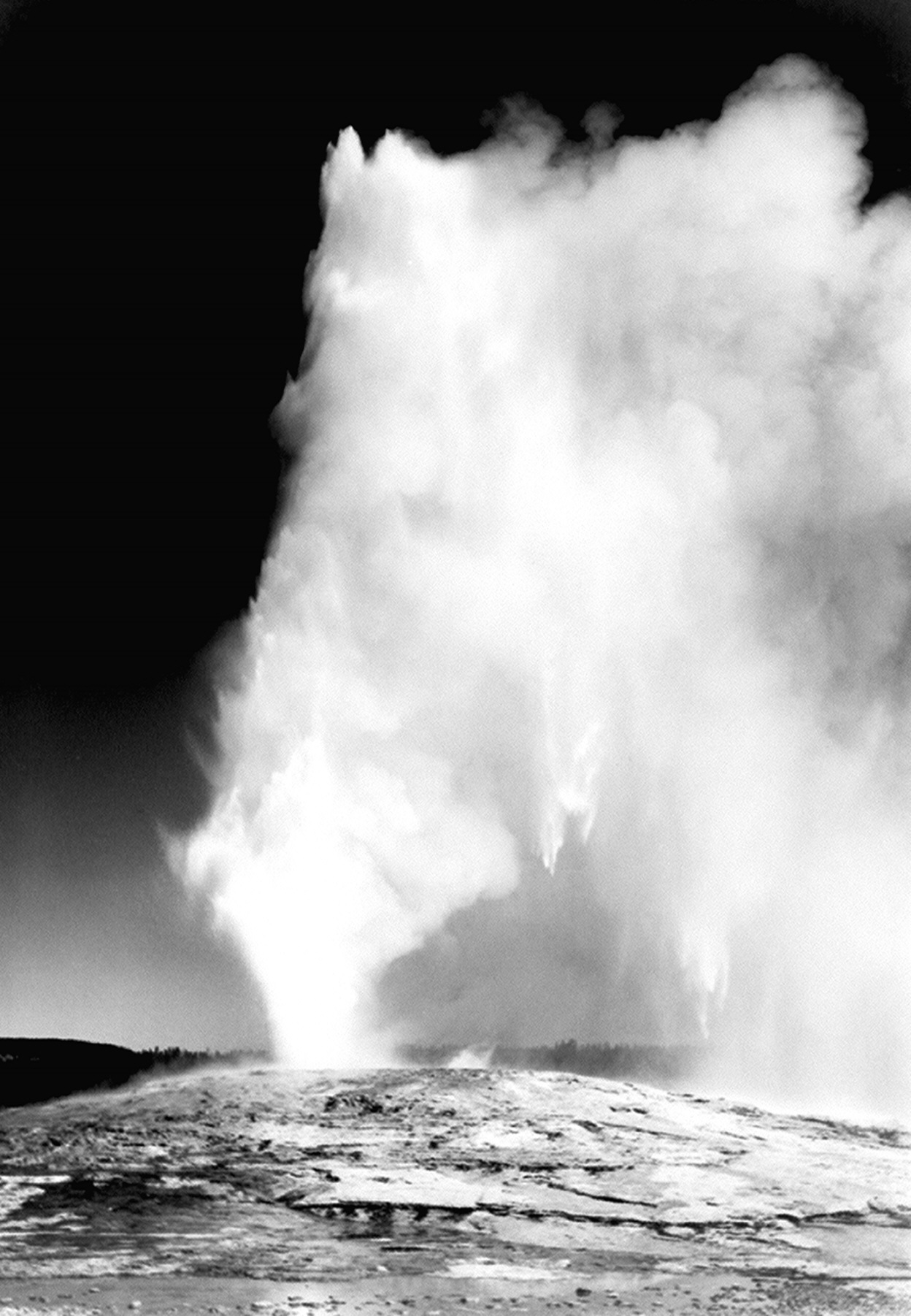
Ansel Adams, 1942
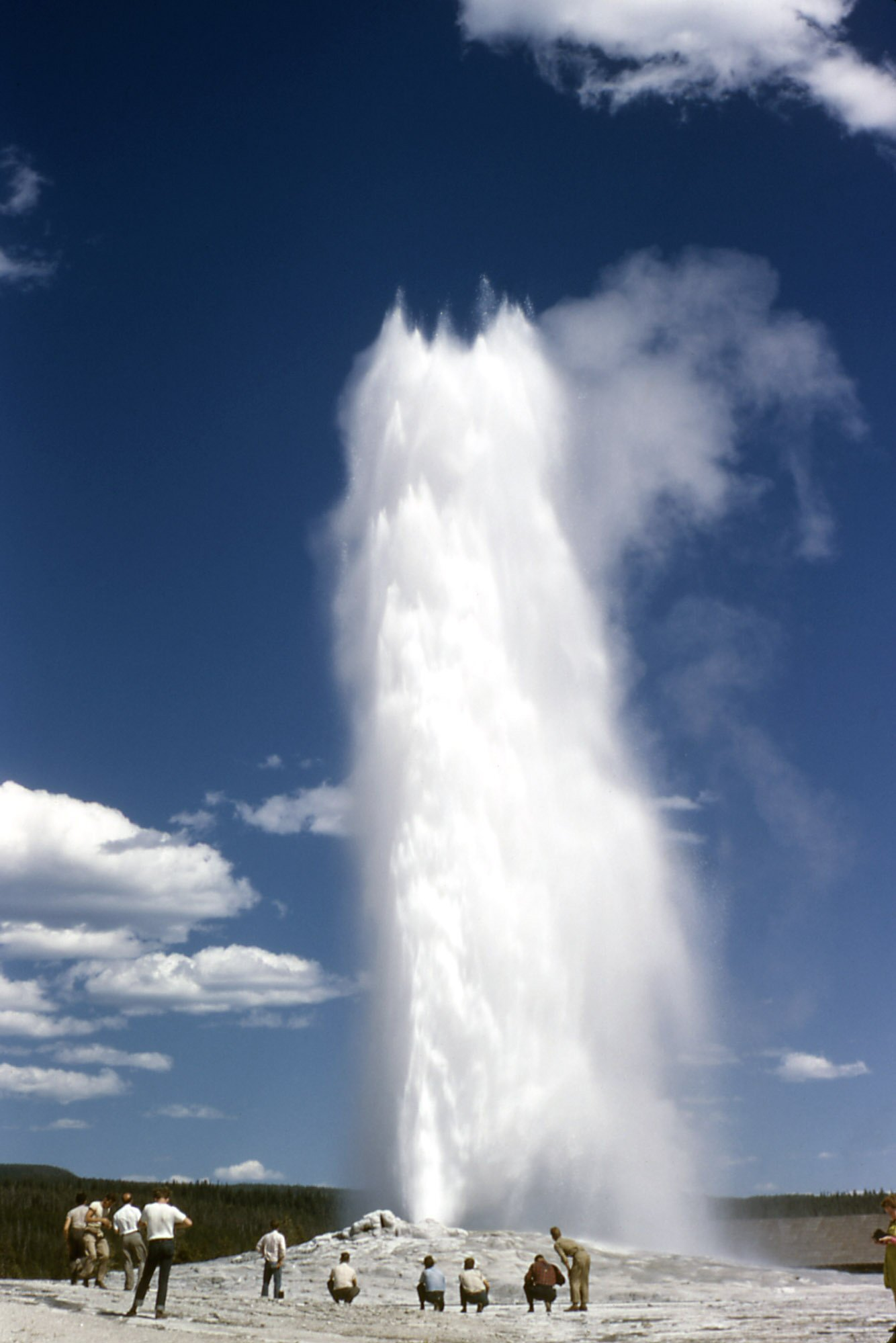
Erupție, 1948
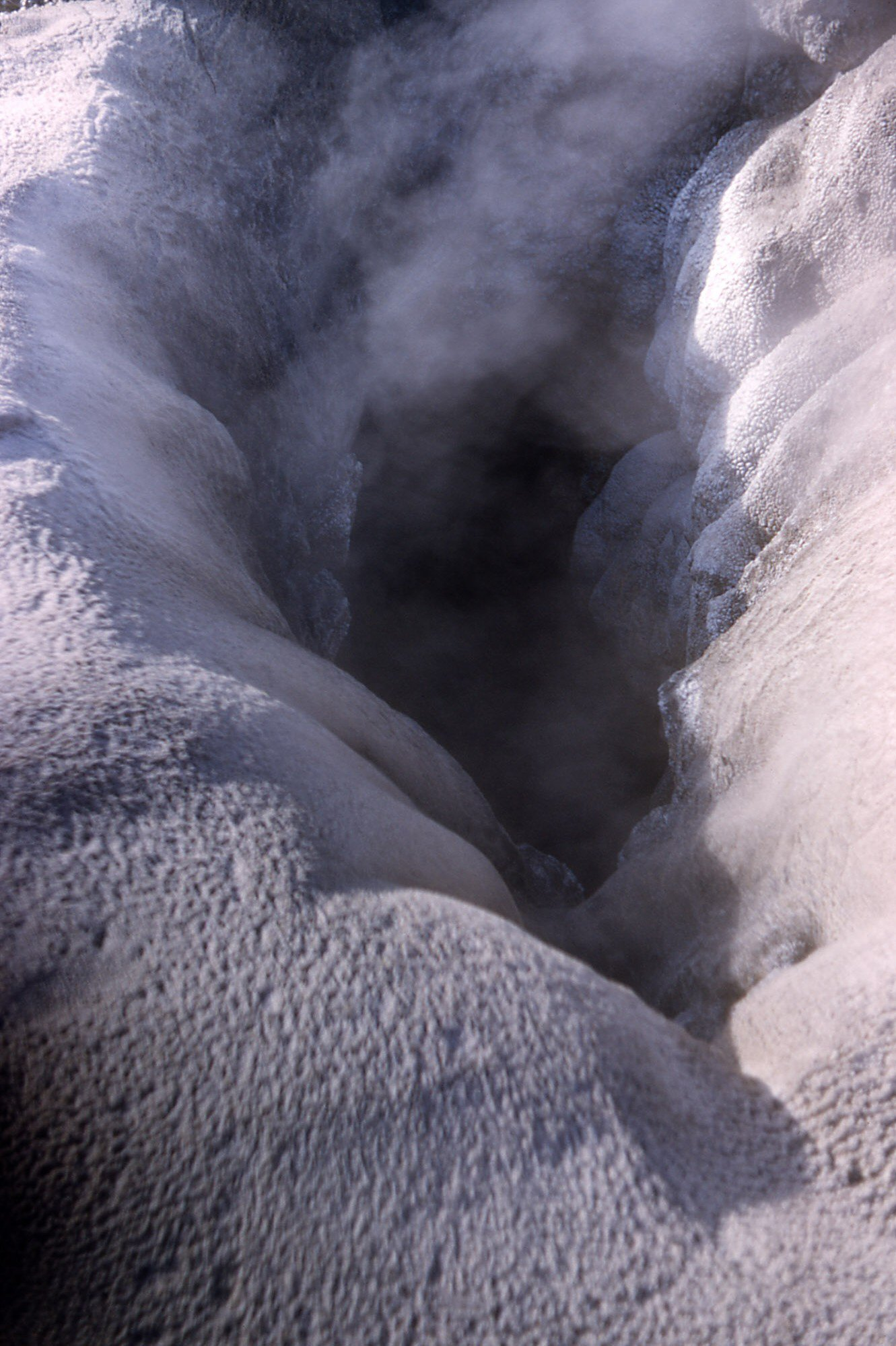
Old Faithful, 1953
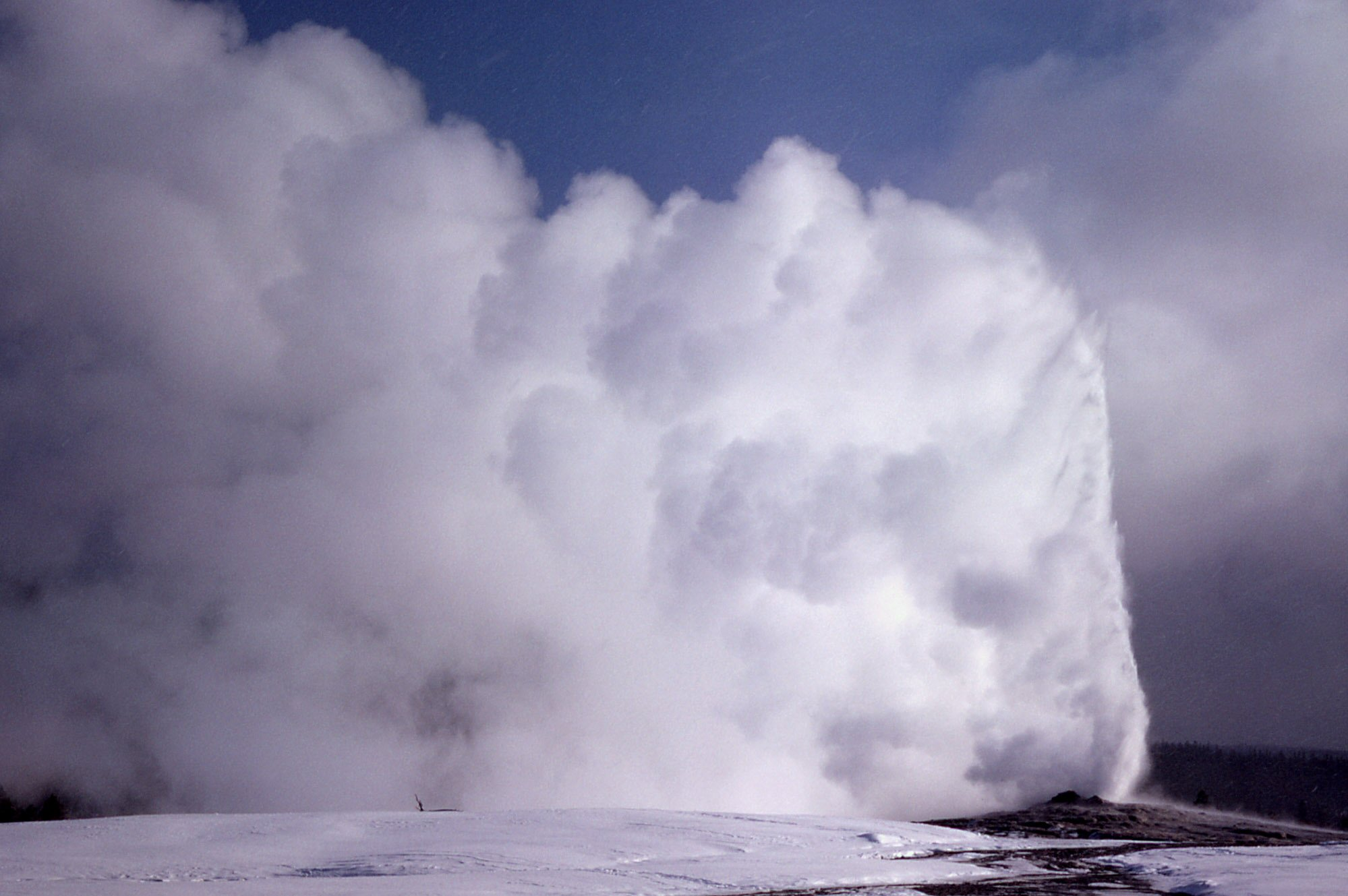
Iarna, 1969